# Ten do ten
ten_do_ten（点、竹村信哉）は、日本のピクセルアーチスト、グラフィックデザイナー、ミュージシャン。株式会社テンドゥテン代表。

## 来歴・人物
大阪府大阪市生まれ。武蔵野美術大学卒業。武蔵野美術大学在学中から松本弦人に師事。1995年にデラウェアに参加し2001年に脱退。2001年より立花ハジメ主宰のiモード公式サイト「the END」で横尾忠則やOBEY GIANTSらと共に毎週モバイルグラフィックと着信音を発表し始める。同時にウェブサイトten_doをスタート。毎週欠かさずにピクセルグラフィックをオンライン上で公開し3万点以上生み出し続け、現在もなお継続されている。国内でのデザイン、コラボレーションワークの他、海外でのクライアントワーク・エキシビジョンにも参加している。近年は東洋の伝統絵画の特徴である、カリグラフィー（書/書道）的表現とアート（画/絵）的表現がシームレスな関係である点に着目し、カリグラフィーとピクセルアートの境界線を探求している。TASCHEN Graphic Design for the 21st Century 100の1人に選出。

## 主な作品
- 立花ハジメ主宰 iモード公式サイト「the END」ピクセルアート提供。
- マガジンハウス Olive (雑誌)「eriの服飾裏手帖」ウェブデザイン。
- 岡本太郎 今日の反戦運動「殺すな/do not kill」デザイン[6]。
- ローリングストーンズ ジャパンツアー公式ロゴマークデザイン。
- ユニクロ クリスマス・ワールドワイド・キャンペーンデザイン[7]。
- そごう・西武 池袋店キャンペーン・ディスプレイデザイン。
- フレッドペリー・パックマン30周年記念テキスタイルPVデザイン[8]。
- 携帯用ナイフ「VICTRONIX」120周年記念モデルデザイン[9]。
- 名古屋国際デザイン会議「VISUALOGUE」モーショングラフィクスデザイン。
- 日本サッカー協会ミュージアム館「2002 FIFAワールドカップ」モーショングラフィックス。
- 渋谷パルコ「手塚治・闇の中の光展」ピクセルアート提供[10]。
- 坂本龍一主宰「more trees」鳩時計デザイン。
- ipad用アプリ「Granimator」ten_do_tenパック、デザイン[11]。
- 資生堂 THE GINZA「グリーティンググッズ」デザイン[12]。
- VISAカード「EPOS Card」カードデザイン。
- アドビ「Creative Suite blog perts」デザイン。
- ヤマハ スクーター「majesty」ボディテキスタイルデザイン。
- 日本ビクター JVC アーチストフライングロゴデザイン
- レッドブル「music Academy」ポスターデザイン。
- Buﬀalo Daughter参加、Halo Orbit「Halo Orbit」ジャケットPVデザイン。
- AI (歌手)「最後に必ず正義は勝つ」PVデザイン。
- ソニー「FAS WATCH U」時計盤面デザイン。
- フォーブス (雑誌) ジャパン「Beyond DX」ブックカバーデザイン。

## 展示
- My Hearts Belong To Tokyo（Le CUBE, PARIS）
- Kitty Seacret House（Hong Kong Convention and Exhibition Centre, 香港）
- New JEWLEY mirror（Café&Meal MUJI新宿）[13]
- 点の裸婦と絵本とCraft painting展（CALM & PUNK GALLERY）
- 点のペイパーバックな日々678週展（CALM & PUNK GALLERY）
- 点のカリグラフィックポートレイトエアメール展（リキッドルームKATAGallery）[14]
- 点のキャラグラフィー展（CALM & PUNK GALLERY）[15]
- 点のキャラグラフィー巡回展（OKYAKU gallery）
- アート カプセル＋GIFT FOR EVERYONE（西武池袋本店）[16]
- 点のキャラグラミィー展（PLATFORM）[17]

## 著書
- CALM & PUNK BOOK 点 ten_do_ten　ISBN 978-4-9904440-1-3[18]。
- CALM & PUNK BOOK #1「3x4」
- CALM & PUNK BOOK #2「PORTRAIT」

## ディスコグラフィー
- c_l_a_t_i_c（「the END」 配信音源）
- c.l.a.t.i.c（「the END」 配信音源）